# 杨承德
杨承德（1908年—1943年），江西省雩都人。八路军军事将领。

## 生平
1937年，抗日战争全面爆发后，随八路军第115师参加平型关战斗。1938年，随八路军东进抗日挺进纵队来到冀鲁边区，任三支队支队长。转战晋、冀、鲁各地，屡建战功。1939年，正规部队转移鲁西，他留守边区，坚持抗日战争。1941年2月，任第115师教导六旅十六团团长。1943年2月，任冀鲁边军区第三军分区副司令员。3月17日，冀鲁边三地委、三军分区机关在庆云县刘化风一带，突然遭到庆云、乐陵、阳信千余日伪军的围剿。当转移到蔡王庄村西时，又遭遇到一股强敌。为了掩护地委、军分区机关突围，他率领一部分战士狙击敌人，在与日伪军的激战中，中弹牺牲。时年35岁。1953年4月9日，灵柩运到河北省石家庄革命烈士陵园安葬。